# Дарко Лемајић
Дарко Лемајић (Београд, 20. август 1993) српски је фудбалер, који игра на позицији нападача.

## Каријера

### Србија
Лемајић је прошао млађе категорије Инђије а за први тим овог клуба је дебитовао 6. јуна 2010, на гостовању Земуну, у последњем колу Прве лиге Србије за сезону 2009/10. Инђија је у тој сезони изборила пласман у Суперлигу Србије након чега је Лемајић свој дебитантски наступ у највишем рангу имао 20. новембра 2010. на гостовању новосадској Војводини. Забележио је још три наступа за Инђију у Суперлиги али је клуб испао из највишег ранга. У наредној 2011/12. сезони је добио већу минутажу и на 21 првенственој утакмици је постигао три гола.
Током 2012. године је био близу преласка у италијанску Парму, али је на крају ипак остао у Инђији. Током сезоне 2012/13. у Првој лиги Србије је наступио на 21 утакмици, постигавши три гола. У наредној 2013/14. је одиграо 27 првенствених утакмица уз 9 постигнутих голова. Био је најбољи клупски стрелац у тој сезони. Од сезоне 2014/15. био је капитен Инђије. На отварању ове сезоне је био двоструки стрелац у у победи 2:0 над ужичком Слободом. На девет првенствених утакмица је постигао пет голова током првог дела сезоне 2014/15.
Почетком 2015. године је прешао у Напредак из Крушевца. Током прве године је углавном имао статус резервисте. Током другог дела сезоне 2014/15. у Суперлиги Србије, Лемајић је постигао два гола на 13 првенствених мечева а наступио је и на обе утакмица баража за опстанак у којима је Напредак поражен од Металца. У сезони 2015/16. је наступио на 11 утакмица Прве лиге Србије, уз један постигнут гол. Такође је играо на две утакмице Купа Србије, прво против Моравца из Мрштана, када је био двоструки стрелац, а потом и против Радничког из Ниша. У фебруару 2016. се вратио у Инђију  на позајмицу до краја сезоне 2015/16.
Вратио се у Напредак током лета 2016. и почео је са клубом сезону 2016/17. у Суперлиги, али је крајем августа 2016. поново прослеђен на позајмицу у Инђију. У јануару 2017. је раскинуо уговор са Напретком, након чега се вратио у Инђију до краја сезоне.

### Иностранство
Дана 25. јуна 2017. је потписао уговор са летонском Ригом. Проглашен је 2018. године за најбољег стрелца Прве лиге Летоније, постигавши 15 голова на 24 утакмице. Помогао је клубу да по први пут у историји освоје лигу и куп. У наредној сезони је поново био најбољи стрелац летонске Прве лиге.
Током 2019. године је прешао у РФС из Риге. На почетку сезоне 2020/21. екипа РФС је играла са белгијским Гентом у трећем колу квалификација за Лигу конференције. У првом мечу у Белгији је било 2:2 уз Лемајићев гол, док су Белгијанци у реваншу у Летонији успели да славе са минималних 1:0 и да прођу даље. Лемајић је након овог двомеча добио позив да пређе у Гент. Пре двомеча са Гентом, Лемајић је био ефикасан и у прва два кола квалификација за Лигу конференције. У првом колу је уписао по гол и асистенцију у двомечу са Ки Клаксвиком са Фарских Острва, а онда је у мечевима против мађарске Пушкаш академије дао три од пет голова РФС-а. Летонци су са укупних 5:0 у две утакмице савладали Мађаре. Укупно је постигао 39 голова на 56 утакмица за РФС.
Дана 24. августа 2021. је званично потписао двогодишњи уговор са белгијским Гентом.

## Статистика

### Клупска
Ажурирано 24. августа 2021.
| Клуб              | Сезона               | Првенство          | Првенство | Првенство | Куп     | Куп    | Европа  | Европа | Остало  | Остало | Укупно  | Укупно |
| Клуб              | Сезона               | Дивизија           | Наступа   | Голова    | Наступа | Голова | Наступа | Голова | Наступа | Голова | Наступа | Голова |
| ----------------- | -------------------- | ------------------ | --------- | --------- | ------- | ------ | ------- | ------ | ------- | ------ | ------- | ------ |
| Инђија            | 2009/10.             | Прва лига Србије   | 1         | 0         | 0       | 0      | —       | —      | —       | —      | 1       | 0      |
| Инђија            | 2010/11.             | Суперлига Србије   | 4         | 0         | 0       | 0      | —       | —      | —       | —      | 4       | 0      |
| Инђија            | 2011/12.             | Прва лига Србије   | 21        | 3         | 2       | 1      | —       | —      | —       | —      | 23      | 4      |
| Инђија            | 2012/13.             | Прва лига Србије   | 21        | 3         | 1       | 0      | —       | —      | —       | —      | 22      | 3      |
| Инђија            | 2013/14.             | Прва лига Србије   | 27        | 9         | 0       | 0      | —       | —      | —       | —      | 27      | 9      |
| Инђија            | 2014/15.             | Прва лига Србије   | 9         | 5         | 1       | 0      | —       | —      | —       | —      | 10      | 5      |
| Инђија            | 2015/16. (позајмица) | Прва лига Србије   | 8         | 4         | —       | —      | —       | —      | —       | —      | 8       | 4      |
| Инђија            | 2016/17.             | Прва лига Србије   | 24        | 8         | 0       | 0      | —       | —      | —       | —      | 24      | 8      |
| Инђија            | Укупно               | Укупно             | 115       | 32        | 4       | 1      | —       | —      | —       | —      | 119     | 33     |
| Напредак Крушевац | 2014/15.             | Суперлига Србије   | 13        | 2         | —       | —      | —       | —      | 2       | 0      | 15      | 2      |
| Напредак Крушевац | 2015/16.             | Прва лига Србије   | 11        | 1         | 2       | 2      | —       | —      | —       | —      | 13      | 3      |
| Напредак Крушевац | 2016/17.             | Суперлига Србије   | 2         | 0         | —       | —      | —       | —      | —       | —      | 2       | 0      |
| Напредак Крушевац | Укупно               | Укупно             | 26        | 3         | 2       | 2      | —       | —      | 2       | 0      | 30      | 5      |
| Рига              | 2017.                | Прва лига Летоније | 8         | 3         | 3       | 3      | —       | —      | —       | —      | 11      | 6      |
| Рига              | 2018.                | Прва лига Летоније | 24        | 15        | 4       | 1      | 2       | 0      | —       | —      | 30      | 16     |
| Рига              | 2019.                | Прва лига Летоније | 10        | 5         | 0       | 0      | 0       | 0      | —       | —      | 10      | 5      |
| Рига              | Укупно               | Укупно             | 42        | 23        | 7       | 4      | 2       | 0      | —       | —      | 51      | 27     |
| РФС               | 2019.                | Прва лига Летоније | 13        | 10        | 4       | 5      | 2       | 1      | —       | —      | 19      | 16     |
| РФС               | 2020.                | Прва лига Летоније | 12        | 4         | —       | —      | 1       | 0      | —       | —      | 13      | 4      |
| РФС               | 2021.                | Прва лига Летоније | 9         | 5         | —       | —      | 6       | 5      | —       | —      | 15      | 10     |
| Каријера          | Каријера             | Каријера           | 217       | 77        | 17      | 12     | 11      | 6      | 2       | 0      | 247     | 95     |

1. ↑  Наступи у баражу за опстанак

## Успеси
Инђија
- Прва лига Србије: 2009/10.

Напредак Крушевац
- Прва лига Србије: 2015/16.[1]

Рига
- Прва лига Летоније: 2018.[19]
- Куп Летоније: 2018.[19]
- Најбољи стрелац прве лиге Летоније: 2018, 2019.[19]